# Asterales
Asterales este unul dintre cele mai evoluate ordine din cadrul plantelor dicotiledonate. Ordinul Asterales cuprinde plante ierboase cu flori bisexuate sau unisexuate, actinomorfe sau (cele evoluate) zigomorfe, cu antere concrescute și gineceu bicarpelar, inferior.

## Familii
Ordinul Asterales cuprinde peste 25.000 specii grupate în următoarele familii:
- Alseuosmiaceae
- Argophyllaceae
- Asteraceae
- Calyceraceae
- Campanulaceae (incl. Lobeliaceae)
- Goodeniaceae (incl. Brunoniaceae)
- Menyanthaceae
- Pentaphragmaceae
- Phellinaceae
- Rousseaceae (incl. Carpodetaceae)
- Stylidiaceae (incl. Donatiaceae)